# Sakata (Yamagata)
Sakata (酒田市 Sakata-shi?) es una ciudad de la prefectura de Yamagata, en Japón. La ciudad fue fundada el 1 de abril de 1933. La población es de 116.883 habitantes para una superficie de 602,74 km² (2006).
El 1 de noviembre de 2005 las ciudades de Hirata, Matsuyama y Yawata del distrito de Akumi se fusionaron con la ciudad de Sakata.
Entre sus museos se encuentra el Museo de Fotografía Ken Domon construido en un espacio verde y cuyo edificio fue diseñado por el arquitecto Yoshio Taniguchi.
La película Despedidas que recibió el Óscar a la mejor obra en lengua no inglesa en 2009 se rodó en esta ciudad.

## Clima
| Parámetros climáticos promedio de Sakata (1981～2010) | Parámetros climáticos promedio de Sakata (1981～2010) | Parámetros climáticos promedio de Sakata (1981～2010) | Parámetros climáticos promedio de Sakata (1981～2010) | Parámetros climáticos promedio de Sakata (1981～2010) | Parámetros climáticos promedio de Sakata (1981～2010) | Parámetros climáticos promedio de Sakata (1981～2010) | Parámetros climáticos promedio de Sakata (1981～2010) | Parámetros climáticos promedio de Sakata (1981～2010) | Parámetros climáticos promedio de Sakata (1981～2010) | Parámetros climáticos promedio de Sakata (1981～2010) | Parámetros climáticos promedio de Sakata (1981～2010) | Parámetros climáticos promedio de Sakata (1981～2010) | Parámetros climáticos promedio de Sakata (1981～2010) |
| Mes                                                   | Ene.                                                  | Feb.                                                  | Mar.                                                  | Abr.                                                  | May.                                                  | Jun.                                                  | Jul.                                                  | Ago.                                                  | Sep.                                                  | Oct.                                                  | Nov.                                                  | Dic.                                                  | Anual                                                 |
| ----------------------------------------------------- | ----------------------------------------------------- | ----------------------------------------------------- | ----------------------------------------------------- | ----------------------------------------------------- | ----------------------------------------------------- | ----------------------------------------------------- | ----------------------------------------------------- | ----------------------------------------------------- | ----------------------------------------------------- | ----------------------------------------------------- | ----------------------------------------------------- | ----------------------------------------------------- | ----------------------------------------------------- |
| Temp. máx. media (°C)                                 | 4.3                                                   | 4.8                                                   | 8.9                                                   | 14.8                                                  | 19.7                                                  | 23.6                                                  | 27.1                                                  | 29.6                                                  | 25.3                                                  | 19.5                                                  | 13.2                                                  | 7.7                                                   | 16.5                                                  |
| Temp. mín. media (°C)                                 | -1.0                                                  | -1.1                                                  | 1.0                                                   | 5.7                                                   | 11.1                                                  | 16.1                                                  | 20.2                                                  | 21.7                                                  | 17.3                                                  | 11.0                                                  | 5.5                                                   | 1.6                                                   | 9.1                                                   |
| Precipitación total (mm)                              | 168.1                                                 | 114.0                                                 | 106.7                                                 | 102.4                                                 | 121.4                                                 | 120.7                                                 | 209.0                                                 | 178.5                                                 | 162.1                                                 | 180.5                                                 | 225.0                                                 | 204.0                                                 | 1892.4                                                |
| Nevadas (cm)                                          | 122                                                   | 98                                                    | 35                                                    | 1                                                     | 0                                                     | 0                                                     | 0                                                     | 0                                                     | 0                                                     | 0                                                     | 8                                                     | 56                                                    | 320                                                   |
| Días de nevadas (≥ 1 mm)                              | 15.8                                                  | 15.7                                                  | 15.6                                                  | 7.2                                                   | 0.7                                                   | 0.0                                                   | 0.0                                                   | 0.0                                                   | 0.0                                                   | 0.2                                                   | 3.8                                                   | 10.9                                                  | 69.9                                                  |
| Horas de sol                                          | 39.4                                                  | 59.2                                                  | 117.2                                                 | 172.4                                                 | 191.2                                                 | 178.6                                                 | 164.0                                                 | 208.2                                                 | 150.7                                                 | 141.5                                                 | 89.9                                                  | 43.9                                                  | 1556.2                                                |
| Humedad relativa (%)                                  | 71                                                    | 70                                                    | 67                                                    | 68                                                    | 71                                                    | 75                                                    | 79                                                    | 76                                                    | 75                                                    | 72                                                    | 71                                                    | 71                                                    | 72.2                                                  |
| Fuente: Japan Meteorological Agency                   |                                                       |                                                       |                                                       |                                                       |                                                       |                                                       |                                                       |                                                       |                                                       |                                                       |                                                       |                                                       |                                                       |

## Ciudades hermanadas
- Estados Unidos Delaware, Ohio
- Rusia Zheleznogorsk-Ilimsky, Óblast de Irkutsk